# Hungarikumokkal a világ körül
A Hungarikumokkal a világ körül egy magyar televíziós műsor, amelyet Kurucz Dániel és Horváth Balázs indított el a Super TV2-n, 2018-ban. A műsor magyar vonatkozású helyeket és Magyarországhoz kötődő embereket mutat be világszerte. A műsor másik célja az, hogy a hungarikum kategóriába eső termékek hírét vigye a világba. A sorozat jelenleg hat teljes évadból áll, a hetedik évad 2024 januárjától kezdve került adásba.

## Története
A tévésorozat ötletét egy tervezett utazás adta. 2016-ban Kurucz Dániel és Horváth Balázs úgy döntött, hogy meglátogatják Balázs a Kínában tanuló húgát. Azonban mire minden összejött, Balázs húga hazautazott, de ők mégse mondták le az utat. Dániel mesélt az utazásukról a régóta tévéző nagybátyjának, ő pedig ezt kérdezte: "Miért nem visztek magatokkal kamerát?".

## Az első évad
Az első évadban a két műsorvezető Moszkvától Bangkokig vonattal, busszal, hajóval, és stoppal tették meg a közel 20.000 kilométert. Az utazás alatt megkeresték Ázsia magyar vonatkozású kincseit, a sanghaji Petőfi szobortól, Robert Capa  halálának helyszínétől a dél-vietnámi Kőrösi Csoma Sándor buddhista sztúpájáig.

#### Első rész: Moszkvából Pekingbe a Transzibériai expresszel
Az első részben a műsorvezető alkotók rövid bemutatkozás után fel is szállnak a Transzszibériai Expresszre, ami a világ leghosszabb vasútvonala. Másodosztályon, zsúfolt kabinban töltött hosszú utazásuk közben megismerkednek a többi utassal, megkínálják őket Unicummal, hogy megismertessék velük a magukkal vitt hungarikumok egyikét. Pár hosszabb megállónál a műsorvezetők leszállnak a vonatról és bemutatják például Ulánbátort, ahol a nagy nyomorban is kiemelkedő a mongol táj szépsége. A mongol határon eltöltött nyolc óra, amelyre kerékcsere és útlevélellenőrzés miatt volt szükség különleges tapasztalattal gazdagítja a két fiatalt.

## Második évad
Ázsia után, a csapat Afrikában kereste a magyar vonatkozású kincseinket, hagyatékunkat, emlékeinket. Idősebb Wass Albert elfeledett sírját, Vámos György épületeit, Dél-Afrika és Namíbia magyarjait, Teleki Sámuel expedíciójának főbb állomásait. A második évad során Dél-Afrikától Kenyáig vették nyakukba Afrikát közel 14 000 kilométeren keresztül. A csapat ellátogatott a Taita Alapítvány kenyai árvaházába. Mikor hazaérkeztek eldöntötték, hogy segítenek az árvákon és interneten gyűjtést szervezetek az alapítvánnyal. Az állomások között szerepelt Stellenboschban található Pongrácz Dezső és Julius László öröksége is, a Pongrácz pezsgőgyártó üzem és annak szőlőbirtoka. A Pongrácz-üzem afrikai viszonylatban első, de még világviszonylatban is a 10. helyen áll.

## Harmadik évad
Afrikai kalandjai után a csapat Belső-Ázsiába indult, felkutatni Kőrösi Csoma Sándor hagyatékát, Iránon, Afganisztánon és számos országon keresztül egészen Indiáig. Az út végső célja Zangla volt, Kőrösi Csoma Sándor egykori kolostora. Az utazás során a csapat ezúttal Bálint Mártával egészült ki, aki Kurucz Dániel társ-műsorvezetőjeként működött közre az évad során. A harmadik évad 2020 január-februárjában került sugárzásra, már a TV2-n, minden szombat délben.

## Negyedik évad
A Hungarikumokkal a világ körül 4. évadában 2020-ban a Trianon 100. évfordulójának alkalmából a Kárpát-medence szórványmagyarságát kutatták fel és készítettek velük interjúkat..
Kritikák és vitás ügyek
A Comment:com szerzője szerint a Hungarikumokkal a világ körül című műsor csak a szponzorokat akarja kiszolgálni, viszont közben nem készít minőségi műsort.[7] Több újságinterjúban is rákérdeztek, hogy miért nem folytatta Horváth Balázs a műsorvezetést.[8] Kurucz Dániel az egyik beszélgetés során a következőket válaszolta: Hetven napig folyamatosan utaztunk, szerveztünk, interjúkat készítettünk. Fegyelmezettnek kell lenni, összhangban a társsal. Balázs a legjobb barátom volt, soha nem mondanék róla rosszat. Sajnos ez a munka nem ment nekünk együtt.[9]
A műsor az egyik legalacsonyabbra értékelt magyar televíziós alkotás. Ez a kommentelők szerint elsődlegesen annak köszönhető, hogy a műsorvezető valójában a nyaralását álcázza dokumentumfilmforgatásnak.